# Otto Heyden
Otto Johann Heinrich Heyden, född den 8 juli 1820 i Mecklenburg, död den 21 september 1897 i Göttingen, var en tysk målare.
Heyden ägnade sig i början åt teologin, men övergick 1843 till måleriet, som han studerade vid akademien i Berlin, i Paris och Italien. Han målade porträtt och historiebilder, vilkas ämnen var hämtade ur Nord-Tysklands historia (Schwerin i slaget vid Prag). Han deltog i 1866 års krig och målade flera episoder därifrån, exempelvis Kung Vilhelm på slagfältet vid Königgrätz (1868). År 1869 gjorde han en resa till Orienten, och frukter därav blev åtskilliga bilder, liksom även det fransk-tyska kriget 1870 gav anledning till flera framställningar, som Kejsar Vilhelms besök hos de sårade i Versailles. Heyden målade även religiösa motiv (Nattvarden, väggmålning i Dankeskirche, Berlin) och porträtt (Bismarck, Moltke med flera). Han var sedan 1883 professor i Berlin.